# Самбія

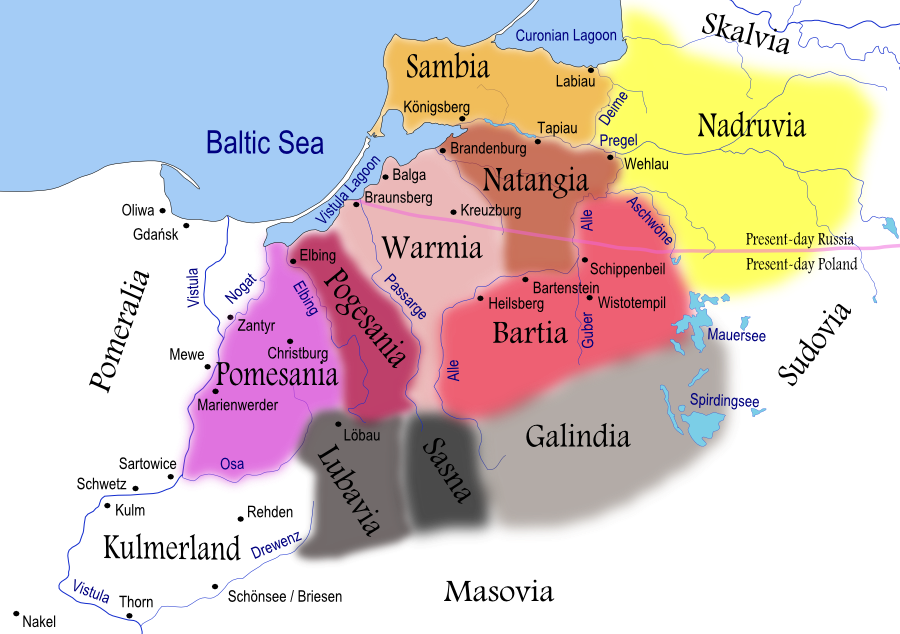
Територія Самбії виділена помаранчовим кольором

Са́мбія (нім. Samland, лит. Semba, пол. Sambia) — історична область Східної Пруссії, в складі Калінінградської області. Назва пішла від прусського племені Самбійців (Самбів). Часто зустрічаються інші варіанти назви цього регіону, а саме «Земланд» і «Замланд» вони рівнозначно використовуються, оскільки на даний момент немає єдиної мовної норми. Одним з критеріїв при виборі того чи іншого позначення є часовий період, про який іде мова.

## Історичні дані
Археологічно відносять до самбійсько-натангійської культури.
Географічно займає весь Калінінградський півострів (також Самбійсько/Земландській півострів) від Балтійського моря — до річки Прегель (Pregel; нині Преголя) на півдні, Дейми на сході. Головне місто — Кенігсберг (нині Калінінград).
У 1243 році створена Самбійська єпархія (одна з чотирьох єпархій Прусії). У 1257–1258 роках Самбо була поділена між магістром Тевтонського ордена і Самбійським єпископом. У 1577 році єпархію було скасовано.
На Самбійському діалекті прусської мови написані три найбільш об'ємні пам'ятки даної мови — катехізиси XVI століття.
З розвитком масового туризму в кінці XIX — початку XX століття узбережжя Самбії стало улюбленим місцем відпочинку як для місцевого населення, так і для приїжджих з інших куточків Німеччини та з-за кордону.
Після німецько-радянської війни територія Самбії увійшла до складу РФ.